# Eziyoda Magbegor
Eziyoda Magbegor (nacida el 13 de agosto de 1999 en Wellington, Nueva Zelanda) es una jugadora de baloncesto australiana. Con 1.93 metros de estatura, juega en la posición de pívot.